# 月野しずく
月野 しずく（つきの しずく、1984年7月19日 - ）は、日本のAV女優。
京都府出身。特技：料理

## 略歴
- 2002年に『約束』でAVデビュー。

## 作品

### アダルトビデオ
2002年
- 約束（10月31日、セクシア（トライハートコーポレーション））
- 雫の幼精（11月19日（レンタル）/11月29日（セル）、セクシア）
- い・た・ず・ら（12月27日、セクシア）

2003年
- 月野しずくのCosplasshion（1月31日、セクシア）
- あなたに逢いたい（2月28日、セクシア）
- おもいっきり（4月25日、セクシア）
- SMっぽいの好きですか?（4月25日、セクシア）
- ワイセツクライマックス（5月30日、セクシア）
- 令嬢 A（6月30日、KUKI）
- 月野しずくのバトル・エロイアル（7月31日、KUKI）
- 服従の奉仕メイド6（8月29日、シネマジック）
- イカせ超高級ホスト倶楽部（9月5日、SODクリエイト）共演:三代目葵マリー
- 童貞狩り学園（12月4日、SODクリエイト）共演:望月るあ、平井まりあ、吉沢里緒

2004年
- ドリーム学園 9（4月15日、MOODYZ）共演:ゆりあ、坂下麻衣、吉澤レイカ、平井まりあ、天野♥こころ、水咲涼子、上条えりか
- 隣人狂想曲（2枚組）（8月6日、プレステージ）共演:青木玲
- 命令されたい女子部員ペット（10月6日、ドリームチケット）
- 痴女（11月5日、桃太郎映像出版）
- デジタルモザイク アナル生FUCK（11月19日、GLAY'z）
- 着エロ×モザイクレス（12月17日 ジャパンホームビデオ）他出演:紅音ほたる、高橋ケイト

2005年
- 拘束椅子トランス（4月15日、ドグマ）
- 極上FUCK限界BODY（5月12日、セクシア）
- くいこみビキニお姉さん。（7月8日、ビッグモーカル）他出演:月咲舞、恵ちとせ、倉田杏里
- くいこみビキニお姉さん。（7月22日、アリスJAPAN）共演:月咲舞、倉田杏里、恵ちとせ、浅野みみ
- 海外旅行好き集団痴女にビキニで刺激されてみませんか? 2（7月22日、アリスJAPAN）共演:月咲舞、倉田杏里、恵ちとせ、浅野みみ
- 幕末月華伝 くノ一拷問凌辱（9月7日、アタッカーズ）共演:上原留華、紗月結花
- マジギレ強行生中出し（9月8日、ナチュラルハイ）オムニバス作品
- 美獣…紅染め三姉妹（9月21日、h.m.p）共演:青木あさみ、楓（YOKO）
- 無類の潮吹き電マ好き 4（10月6日、ナチュラルハイ）共演:山本梓、笹峰りか、水沢麻美、安藤遥、里美りん、雪見まゆ、若葉薫子
- 月●しずくの裏モザイク無しビデオ（11月9日、エイチ・エス映像）
- 人気女優の過激裏ビデオ 『月野雫』ちゃんのマジ絶頂!愛液垂れ流しプレイ（11月9日、エイチ・エス映像）
- 最強レズバトル14人3時間（11月13日、マルクス兄弟）共演:桜田さくら 他
- SexLife 007 Shizuku Tsukino×Rei Kudou（11月30日、実録出版）
- アナル 中出し20連発（12月4日、アイエナジー）
- 憧れの巨乳痴女お姉さん4時間（12月9日、メディアステーション）オムニバス作品
- 巨乳女子校生健康診断（12月19日、クロス）共演:RIRICO、真咲奈々、ともさかちり、木村彩、笠原ひとみ、大木和葉、唯川明絵
- ねこ耳&尻コキ ぷりぷりの美尻でチ○ポをシゴキたい（12月21日、アイエナジー）他出演:西野翔、菅野亜梨沙、唯川純、上原留華、七瀬くるみ、仲居あゆみ

2006年
- 童貞の僕がいとこの巨乳三姉妹の家に居候した。 パート4（1月4日、V&Rプロダクツ）共演:松島やや、速水怜
- レズビアンに娘と夫を寝取られた妻（1月25日、ホットエンターテイメント）共演:中野千夏、佐伯晴香
- 人気AV女優がマジ友達にバレずに合コンSEX 2（2月20日、ホットエンターテイメント）共演:さいとう真央、早乙女未央
- 行列のできる全裸SEX教団（3月31日、VIP）共演:酒井ちなみ、姫川麗、常夏みかん
- お茶汲みOL集団痴女とホッと一抜きザーメンブレイクしてみませんか?（4月14日、アリスJAPAN）共演:池野朋、守永未明、杏まり、百瀬まひる
- 南国でカワイコちゃんがフェラチオ武者修行しちゃいました!!（7月24日、VIP）共演:恵ちとせ、月咲舞 他
- プライベートでヤッたことのあるモデルとあえてハメ撮りをしてみたらこんなにナマナマしいSEXが撮れました。（8月8日、VIP）他出演:恵ちとせ、月咲舞 他
- 実録! AV製作会社就職物語（8月19日、クロス）
- 憧れのヒロイン達におちんちんがはえてふたなりセックス。（10月19日、クロス） 共演:秋葉りの、桜田さくら、姫川麗
- ちびっ子スパルタ体罰教室（12月19日、クロス）共演:桜田さくら、可愛ラム、牧瀬悠、小倉美穂、結城あゆ、花紀りろ、むかいねね、吉沢ジュリ
- 奥様の変態ダンス教室（12月25日、TMクリエイト）共演:桜田さくら、瀬名えみり、逢澤ゆうり、若葉かおり

2007年
- ノーパンアナルテニス部（1月19日、クロス）共演:若葉かおり、瀬名えみり、逢澤ゆうり、咲田みう
- 女だらけの湯けむり痴女温泉旅館（3月25日、TMクリエイト）共演:稲沢綾、楓（YOKO）、篠崎マナ、のむらゆめ、星沢マリ
- 熟マゾレズビアン 元6代目ミニ○カポリス（4月19日、クロス）共演:神楽メイ、桜田さくら、瀬名えみり、愛音ゆう

2009年
- 激・羞恥責め企画!!彼氏や友人をガチ巻き込んでAV女優のプライバシーを破壊する! 4時間 吉本千秋、朝霧まりあ、小川早紀、早乙女未央（5月22日、ビッグモーカル）

### イメージビデオ
- ALLEY CAT'S（2003年8月8日、トライハートコーポレーション）

### オリジナルビデオ
- エロビアの泉 素晴らしき性のムダ知識（2004年2月22日、TMC）他出演:COCOLO、灘ジュン
- 暴行高速バス　（2004年8月2日、エンゲル）他出演:穂花、佐々木日記

### ネット配信
- 人気AV女優・月野しずくでヌケ! 完全ズリネタアワー（2005年8月11日、パラダイスTV）
- AV女優月野しずくVS20人のヤリたい男（2005年9月1日、パラダイスTV）
- 酔わせてハメよう　～月野しずく編～（2006年2月2日、パラダイスTV）

### テレビ出演
- Peach-Pit 桃のたね（MONDO TV）
- 背徳の好奇心（MONDO TV）
- 夜中のモンド21スペシャル（MONDO TV）